# رزیدنت ایول: قسمت پایانی
رزیدنت اویل: قسمت پایانی (به انگلیسی: Resident Evil: The Final Chapter) فیلمی ترسناک اکشن علمی تخیلی به نویسندگی، تهیه‌کنندگی و کارگردانی پل دبلیو. اس. اندرسون است که بر اساس مجموعه بازی‌های ویدئویی ترس و بقا شرکت کپ‌کام، رزیدنت ایول ساخته شده‌است. این فیلم دنباله‌ای بر رزیدنت ایول: قصاص (۲۰۱۲) و به عنوان ششمین و احتمالاً آخرین فیلم از مجموعه فیلم‌های رزیدنت ایول محسوب می‌شود. از بازیگران این فیلم می‌توان به میلا یوویچ، الی لارتر، شان رابرتز، روبی رز، ایان گلن و ایئوین مک‌کین اشاره کرد.
رزیدنت اویل: قسمت پایانی ۲۳ دسامبر ۲۰۱۶، در کشور ژاپن به نمایش درآمد و همچنین توسط اسکرین جمز در تاریخ ۲۷ ژانویه ۲۰۱۷، در ایالات متحده اکران شد.

## داستان
ویروس تی که توسط شرکت آمبرلا ساخته شده بود اکنون به سراسر جهان شیوع کرده و موجب تبدیل شدن انسان ها به زامبی، موجودات شیطانی و هیولا شده است. آلیس کارمند سابق این شرکت که هم اکنون یک جنگجوی سرکش است، به دوستانش ملحق شده تا وارد هسته مرکزی شرکت آمبرلا در زیر شهر راکون سیتی شوند و آن را برای همیشه از بین ببرند…

## بازیگران
- میلا یوویچ در نقش آلیس و همسان هایش
- ایان گلن در نقش دکتر الکساندر آیزاکس ( و یک همسان )
- الی لارتر در نقش کلر ردفیلد
- شان رابرتز در نقش آلبرت وسکر
- ایئوین مک‌کین در نقش داک
- روبی رز در نقش ابیگیل
- ویلیام لوی در نقش کریستین
- رولا[۴] در نقش کبالت
- اور اندرسون[۵] در نقش ملکه سرخ
- لی جون کی در نقش فرمانده چو[۶]
- مارک سیمپسون در نقش دکتر جیمز مارکوس